# Станково
Станково — деревня в Серпуховском районе Московской области. Входит в состав городского поселения Пролетарский (до 29 ноября 2006 года входила в состав Райсемёновского сельского округа).

## Население
| 2002 | 2006 | 2010 | 2014 | 2015 | 2016 | 2017 |
| ---- | ---- | ---- | ---- | ---- | ---- | ---- |
| 9    | ↗14  | ↘9   | ↘5   | ↗8   | ↗12  | ↗14  |
| 2018 | 2019 |      |      |      |      |      |
| ↘12  | ↗16  |      |      |      |      |      |

## География
Станково расположена примерно в 19 км (по шоссе), почти на север от Серпухова, на левом берегу реки Нара, высота центра деревни над уровнем моря — 133 м.

## Современное состояние
На 2016 год в деревне зарегистрировано 2 садовых товарищества.